# Stan Patrick
Stanley A. "Stan" Patrick (nacido el 5 de mayo de 1922 y fallecido el 1 de enero de 2000) fue un jugador de baloncesto estadounidense que disputó una temporada en la NBA, además de jugar en la NBL y la NPBL. Con 1,88 metros de estatura, jugaba en la posición de escolta.

## Trayectoria deportiva

### Universidad
Jugó durante su etapa universitaria con los Broncos de la Universidad de Santa Clara y con los Fighting Illini de la Universidad de Illinois en Urbana-Champaign.

### Profesional
Comenzó su andadura profesional con los Chicago American Gears de la NBL, donde en su primera temporada fue el máximo anotador de su equipo, promediando 16,4 puntos por partido, y el tercer máximo anotador de la liga, siendo incluido en el mejor quinteto del campeonato. Jugó tres temporadas más en los Gears, la última de ellas en la PBLA, hasta que en 1947 regresó a la NBL fichando por los Midland Dow A.C.'s, donde fue uno de los jugadores destadados del equipo, promediando 8,1 puntos por partido.
Tras jugar una temporada en los Hammond Calumet Buccaneers, en 1949 ficha por los Waterloo Hawks, quienes lo despidieron en el mes de enero, fichando semanas después por los Sheboygan Redskins, donde acabó la temporada promediando 4,9 puntos y 1,7 asistencias por partido.
Puso fin a su carrera jugando un único partido con los Kansas City Hi-Spots de la NPBL.

## Estadísticas de su carrera en la NBA

### Temporada regular
| Temporada | Edad | Equipo             | Liga | Pos. | P  | TIT | MIN | TC  | TCA | %TC  | 3P | 3PA | %3P | TL  | TLA | %TL  | R.OF. | R.DEF. | REB | ASIS | ROB | TAP | PER | FP  | PTS |
| 1949-50   | 27   | TOTAL              | NBA  |      | 53 |     |     | 2.2 | 5.5 | .395 |    |     |     | 1.7 | 2.8 | .605 |       |        |     | 1.4  |     |     |     | 1.4 | 6.1 |
| 1949-50   | 27   | Waterloo Hawks     | NBA  |      | 34 |     |     | 2.3 | 5.5 | .422 |    |     |     | 2.1 | 3.2 | .648 |       |        |     | 1.2  |     |     |     | 1.3 | 6.7 |
| 1949-50   | 27   | Sheboygan Redskins | NBA  |      | 19 |     |     | 1.9 | 5.6 | .346 |    |     |     | 1.0 | 2.1 | .487 |       |        |     | 1.7  |     |     |     | 1.7 | 4.9 |
| Total     |      |                    | NBA  |      | 53 |     |     | 2.2 | 5.5 | .395 |    |     |     | 1.7 | 2.8 | .605 |       |        |     | 1.4  |     |     |     | 1.4 | 6.1 |

### Playoffs
| Temporada | Edad | Equipo             | Liga | Pos. | P | TIT | MIN | TC  | TCA | %TC  | 3P | 3PA | %3P | TL  | TLA | %TL  | R.OF. | R.DEF. | REB | ASIS | ROB | TAP | PER | FP  | PTS |
| 1949-50   | 27   | Sheboygan Redskins | NBA  |      | 3 |     |     | 1.3 | 2.3 | .571 |    |     |     | 0.7 | 1.0 | .667 |       |        |     | 0.3  |     |     |     | 0.7 | 3.3 |
| Total     |      |                    | NBA  |      | 3 |     |     | 1.3 | 2.3 | .571 |    |     |     | 0.7 | 1.0 | .667 |       |        |     | 0.3  |     |     |     | 0.7 | 3.3 |